# Cheiraster gerlachei
Cheiraster gerlachei is een zeester uit de familie Benthopectinidae.
De wetenschappelijke naam van de soort werd in 1903 gepubliceerd door Hubert Ludwig.